# Сині зайці, або Музична подорож
«Сині зайці, або Музична подорож» (рос. «Синие зайцы, или Музыкальное путешествие») — радянський художній фільм 1972 року, знятий на кіностудії «Ленфільм».

## Сюжет
У клоуна Сашка (Олександр Філіппенко) не виходить номер з осликом. Після чергового провалу він відправляється разом з ним в подорож. Об'їздивши всю країну, вони повертаються і знову виступають перед глядачами…

## У ролях
- Олександр Філіппенко —  клоун Саша
- Валентина Теличкіна —  Прекрасна Жінка
- Олександр Усискін — кларнетист оркестру пожежних
- Олександр Скрипник — барабанщик оркестру пожежних
- Борис Єршов — музикант оркестру пожежних
- Всеволод Корольов — трубач оркестру пожежних
- Олександр Афанасьєв — завгосп дитсадка

## Знімальна група
- Режисер — Віталій Аксьонов
- Сценарист — Марк Розовський
- Оператори — Микола Строганов, Микола Покопцев
- Композитор — Максим Дунаєвський
- Художник — Ігор Вускович